# سیارک ۲۶۵۲۶
سیارک ۲۶۵۲۶ (به انگلیسی: 26526 Jookayhyun، نامگذاری:2000CP86)۲۶۵۲۶مین سیارک کشف شده‌است که در ۰۴ فوریه ۲۰۰۰ کشف شد.